# Samuel Dexter
Samuel Dexter (Boston, 1761. május 14. – Cambridge, 1816. május 4.) az Amerikai Egyesült Államok szenátora (Massachusetts, 1799–1800).